# Griot: This Is Important!
Griot: This Is Important! ist ein Jazzalbum von Jeremy Pelt. Die am 14. und 15. September 2020 in den Van Gelder Recording Studio in Englewood Cliffs, New Jersey, entstandenen Aufnahmen erschienen am 12. Februar 2021 auf HighNote Records.

## Hintergrund
Jeremy Pelt hatte zur Zeit der Aufnahmen das Buch Griot: Examining the Lives of Jazz’s Great Storytellers veröffentlicht, für das diese Platte als Begleitstück dienen sollte. Griot, das Buch, enthält Interviews mit Künstlerkollegen und will der Tradition von Art Taylors Notes and Tones (1977) folgen. Trompeter Jeremy Pelt spielt auf dem Album Stücke, die von einigen seiner Interviews inspiriert wurden. Diese Stücke – dargeboten von einer Gruppe, zu der der Pianist Victor Gould, die Vibraphonistin Chien Chien Lu, der Bassist Vicente Archer, die Schlagzeuger Allan Mednard und Ismael Wignall sowie auf einem Track die Harfenistin Brandee Younger gehören – werden von kurzen Gesprächssequenzen aus Interviews eingerahmt, die Pelt mit verschiedenen Musikern führte, darunter der Saxophonist JD Allen, der Pianist Harold Mabern, der Schlagzeuger Warren Smith, der Trompeter Ambrose Akinmusire, die Sängerin René Marie und andere.
Einige Titel, darunter Pelts eigene Einführung in das Album sowie sein Gespräch mit der Pianistin Bertha Hope, unterstreichen die Worte musikalisch, schrieb Matt Collar. An anderer Stelle präsentiert er die Gespräche alleine ohne musikalische Begleitung und folgt dann mit einem Instrumental-Track. Viele dieser Gespräche befassen sich mit Fragen der rassischen und kulturellen Identität, und Pelts Musik ist angemessen nuanciert. Oft spiegeln seine Lieder das Thema des Interviews wider, wie zum Beispiel Carry Christ Wherever You Are, das seinem Gespräch mit dem Bassisten Paul West über seinen Vater, einen lutherischen Prediger, folgt.
Einer der altesten Musiker, den Pelt konsultierte, war der Pianist Harold Maborn (1936–2019), der über den Sinn für Solidarität sprach, der früher in der Szene geherrscht habe: „So wenig Hinterhältigkeit, dass du es nicht einmal bemerkt hast!“, sagte er in seiner gedehnten Memphis-Sprechweise.

## Titelliste
- Jeremy Pelt: Griot: This Is Important! (HighNote Records)
  1. Griot (Intro) 2:58
  2. Words by Paul West [Spoken Commentary] 0:58
  3. Carry Christ Wherever You Are 6:55
  4. Words by Larry Willis [Spoken Commentary] 0:51
  5. Underdog 4:35
  6. Words by JD Allen [Spoken Commentary] 1:02
  7. Don’t Dog the Source 6:54
  8. Words by Bertha Hope [Spoken Commentary] 0:58
  9. A Seat at the Table [Music With Commentary] (Bertha Hope, Jeremy Pelt) 3:00
  10. Words by Harold Mabern [Spoken Commentary] 0:38
  11. Solidarity 5:41
  12. Words by René Marie [Spoken Commentary] 1:25
  13. A Beautiful (F*Cking) Lie 4:57
  14. In Spite of… [Music With Commentary] 1:17
  15. Words by Ambrose Akinmusire [Spoken Commentary] 1:09
  16. Relevance 4:44
- Sofern nicht anders angegeben, stammen alle Kompositionen von Jeremy Pelt.

## Rezeption
Nach Ansicht von Phil Freeman (Stereogum) wäre Griot: This Is Important! auch ohne die dokumentierten Interviewzitate, die zwischen den Stücken des Albums verteilt oder von ihnen untermalt wurden, ein großartiges Album. Pelts reguläre Band, die pandemiebedingt keine Gigs spielen konnte, habe eine Sprache, für die Pelt hervorragend schreiben könne. So habe Don’t Dog the Source eine hüpfende, eingängige Melodie und einen swingenden Rhythmus, und die Vibraphonistin Chien Chien Lu glänze darin ganz besonders.

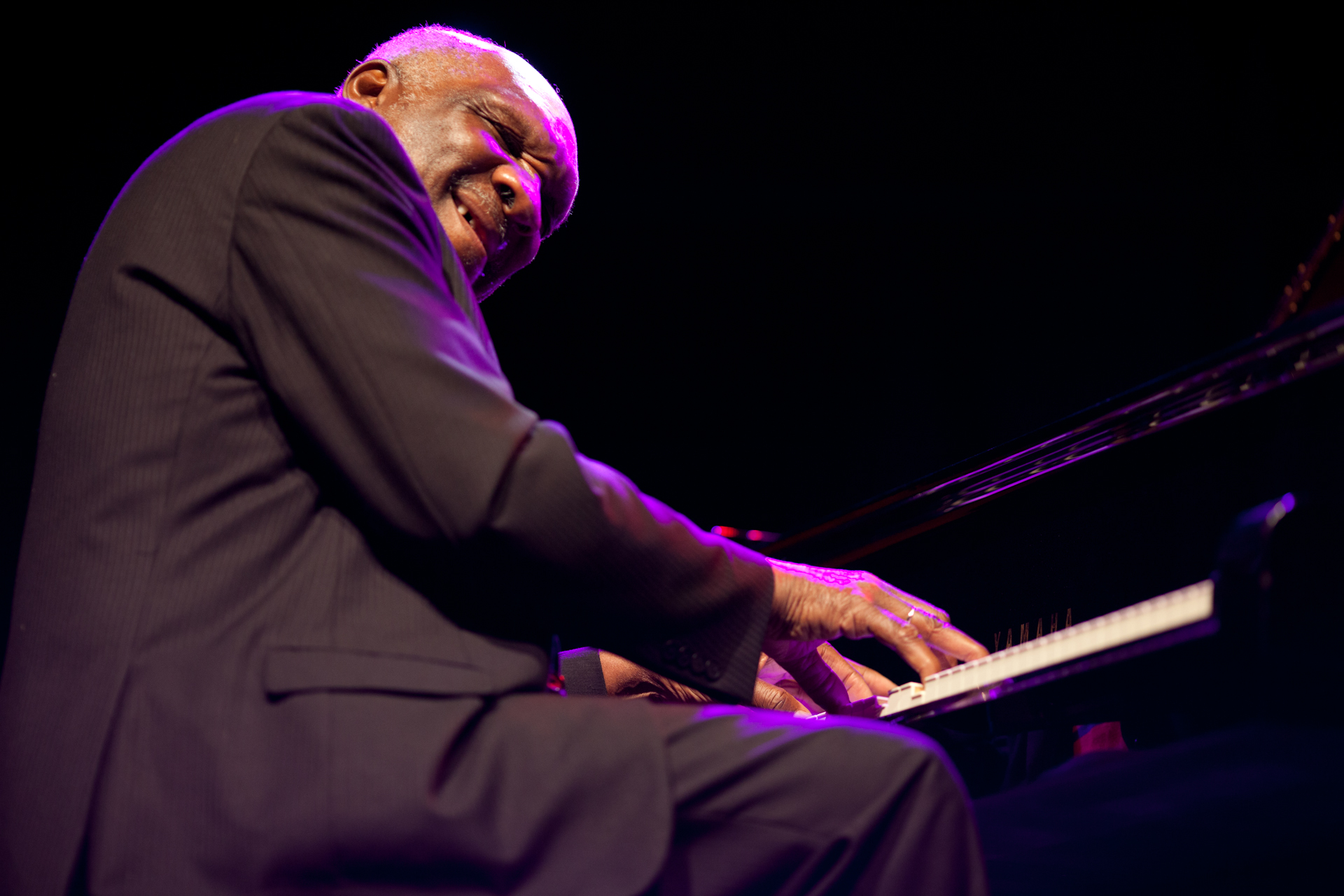
Harold Mabern 2012

Matt Collar verlieh dem Album in Allmusic viereinhalb Sterne und schrieb, hier würde man intime und zum Nachdenken anregende Einblicke von vielen der in dem Buch vorgestellten Künstler erhalten. Die Musik des Albums biete einige der lyrischsten und harmonischsten Songs, die Pelt aufgenommen hat und die im Einklang mit den gesprochenen Interviewteilen stünden. In solcher Weise folge Pelts A Beautiful (F*cking) Lie seinem Interview mit der Sängerin René Marie, in dem sie ihre dissonanten Gefühle in Bezug auf ihre Identität als schwarze Amerikanerin bespricht. Während Pelts Musik sicherlich für sich stehe, würden die Interviews auf Griot: This Is Important! helfen, das tiefe Gemeinschaftsgefühl und die Tradition zu gestalten, die es inspiriert haben.
Nach Ansicht von Nate Chinen, der das Album in WBGO vorstellte, knüpfe Pelts Konzept für das Album an die westafrikanische Tradition des Griot oder der Troubadoure an, in der die Geschichte und Abstammung einer Gemeinschaft in Liedern kodiert werde. „Weißt du, ich hatte immer eine besondere Ehrfurcht vor meinen Vorfahren“, zitiert er Pelt, der in der Einleitung des Albumsspricht; dies mache deutlich, dass dies ein Fest dieser [überlieferten] Weisheit sein werde.